# Jankowskia nanaria
Jankowskia nanaria là một loài bướm đêm trong họ Geometridae.